# Brunellia cutervensis
Brunellia cutervensis är en tvåhjärtbladig växtart som beskrevs av J. Cuatrec.. Brunellia cutervensis ingår i släktet Brunellia och familjen Brunelliaceae. Inga underarter finns listade i Catalogue of Life.